# Tratatul de la Bonn

Francia Occidentală (roșu) în 915 sub Carol al III-lea cel Simplu

Tratatul de la Bonn, numit și Pactul de prietenie a fost semnat între Carol al III-lea al Franței și Henric I al Germaniei pe 7 noiembrie 921. Pactul a fost semnat pe cursul mijlociu al Rinului, granița dintre cele două regate, nu departe de Bonn.
Tratatul a confirmat legimitatea alegerii lui Henric, care purta titlul de rex Francorum orientalium (Regele francilor de Est), numit  de către principi germani, iar lui Carol, rex Francorum occidentalium (Regele francilor de Vest) asupra Lotharingei.
Pactul a fost ineficient, deoarece la începutul lui 923, Henric încheie o înțelegere cu uzupartatorul lui Carol, Robert. Rege Franței trimite acestuia un sol cu mâna lui Dionisie Areopagul învelită în aur, care să reamintească înțelegerea dintre cei doi. Dar Carol este capturat în bătălia de la Soissons în iunie 923 și își pierde regatul, iar Henric în 925 anexează Lotharingia.